# Aeropuerto de Yoro
El Aeropuerto de Yoro (IATA: ORO, OACI: MHYR) es un aeropuerto que sirve a la ciudad de Yoro en el departamento de Yoro en Honduras.
El aeropuerto está ubicado en el lado suroeste de la ciudad y su pista de aterrizaje se encuentra en un campo abierto atravesado por aceras y carreteras sin pavimentar. Hacia el norte y sur de la pista, el terreno es montañoso.
El VOR-DME de El Bonito (Ident: BTO) está ubicado a 73,7 kilómetros al norte-nordeste del aeropuerto.